# 2019년~2020년 홍콩 시위
2019-2020년 홍콩 시위는 홍콩 정부의 2019년 도주범죄인 및 형사법 관련 법률 지원 개정 법안 도입으로 촉발된 일련의 시위이다. 현재 홍콩에는 인도법이 없으며, 해당 법안이 법률이 될 경우 수배된 범죄 용의자들과 범죄자들의 인도가 가능해지며 이 지역에는 중국 본토와 타이완이 포함된다. 홍콩 시민들은 이 법안이 중국 공산당의 강압적인 통제 정책의 일환으로서, 일국양제와 시민들의 자유를 무시하고 사생활과 언론의 자유를 침해한다고 판단하였고, 이로 인하여 대규모의 시위가 촉발되었다. 현재까지도 홍콩의 시위자들은 법안의 철회, 홍콩 경찰들의 잔혹성과 과잉진압에 대한 조사, 체포된 시위자들의 석방, 시위를 공식적으로 "폭동"이라고 규정한 것에 대한 철회, 그리고 홍콩의 행정장관 캐리 람의 사퇴와 홍콩 행정위원 및 행정장관의 선거의 보통선거 도입을 주장하고 있다.
2019년 6월 9일, 홍콩정부는 수많은 사람들이 참여한 시위에도 불구하고 법안을 억지로 밀어붙였다. 시위자들은 6월 12일 법안의 제2차 낭독을 막기 위해 입법회 종합 빌딩 바깥에 모였고 이로 인해 경찰들과 시위대 사이에 충돌이 발생했다. 한편 경찰들은 최루탄과 고무탄을 시민들에게 발사했다. 법안이 정지된 지 하루 후인 6월 16일, 시위대는 법안의 완전한 철폐를 주장하고 6월 12일 경찰의 과도한 무력 행사에 맞서기 위해 더 큰 시위를 열었다. 2019년 7월 1일 법안이 인계되면서 입법회 종합 빌딩 습격 사건이 발생하였고, 여름 내내 홍콩의 여러 지역으로 시위가 확산되었다. 2019년 7월 21일 시위자들과 통근자들을 공격한 위엔 롱 공격, 8월 31일 프린스에드워드역 습격 사건, 그리고 10월 1일 중화인민공화국 건국 제70주년 기념행사 동안 대규모 시위 등이 발생하며 홍콩의 자유와 독립을 요구하는 목소리는 날로 높아지고 있다.
캐리 람은 2019년 9월 4일 법안을 철회했지만, 시위대의 다른 4개의 요구는 거부했다. 캐리 람은 2019년 10월 4일 가면방지법을 시행하고자 긴급사태 규정 조례를 발동하였는데, 오히려 시민들의 반발을 사면서 역효과만 불러일으켰다. 한편 시위가 길어짐에 따라 양측은 점점 폭력적으로 변하기 시작했다. 일단 경찰들의 잔혹한 진압 및 과잉진압의 수가 증가했으며,. 몇몇 시위자들은 화염병을 던지거나, 선동가들에 맞서 자경단원으로 공격을 하거나, 친베이징파들로 추정되는 이들에게 파괴행위를 가하는 등 극단적인 방식으로 정부의 탄압에 맞섰다. 홍콩 시위대와 시위 반대 세력의 활동가들이 서로를 공격함에 따라 홍콩 사회 내에 균열이 더욱 깊어졌으며, 중국 본토와 홍콩 현지 간의 감정의 골도 갈수록 벌어져가고만 있다. 게다가 2019년 11월에는 두 학생이 사망하고 비무장 시위대에게 총격이 가해지면서 시위는 더욱 고조되었다. 시위대의 대학교 캠퍼스 점령은 홍콩 정부의 포위로 끝이 났고, 이 과정에서 많은 사람들이 부상을 당하고 체포되었다.
홍콩 정부와 홍콩 경찰은 1997년 홍콩 반환 이래 국민 여론 조사에서 가장 낮은 지지율을 받았다. 홍콩 정부의 시위 대처 태도로 인해 2019년 홍콩 구의회 선거에서 친민주 진영이 승리를 거두었다. 중화인민공화국 국무원에서는 시위를 1997년 홍콩 반환 이래 "홍콩에서의 최악의 위기"로 규정했고, 외국 세력이 분쟁에 개입하고 있다고 강변했다. 다만 중국 정부의 주장과는 달리 2020년에도 진행 중인 홍콩 시위는 지도 세력이 없으며, 외국과의 연계도 거의 없다고 보는 시각이 국제적으로 더 많다. 한편 2019년 11월 27일 미국은 홍콩 인권 및 민주주의 법안을 통과시켜 홍콩 시위를 공식적으로 지지했다.

## 배경
2019년 2월 홍콩 특별행정구 정부는 2018년 푼휘잉 피살 사건에 대응하기 위해 2019년 도주범죄인 및 형사법 관련 법률 지원 개정 법안을 제안했다. 중화인민공화국 정부가 중화민국의 주권을 인정하지 않고 있기 때문에 중화민국에는 인도법이 없었고, 홍콩 정부는 도주범 법안과 형사법상 상호법률적 지원 법안을 개정하여 도주범을 홍콩 행정장관의 명령에 따라 처리하고자 했다.
개정 법안에 중국 본토가 포함된 것에 대해 홍콩 사회에서는 우려가 있었다. 친민주파들은 1997년부터 실행되어온 일국양제 원칙이 침해되고, 중국 공산당이 다스리는 중국 본토의 법안으로 인해 홍콩의 사법적 독립성이 사라질 것을 우려했다. 이에 더해 홍콩 시민들은 과거 정치적 반체제 인사들을 탄압한 중국의 역사로 인해 중국의 사법체계와 인권 보호에 대해 의구심을 품었다. 법안의 반대 세력은 홍콩 정부에게 중화민국에만 해당 법안을 적용시킨다는 다른 수단을 강구하고 용의자가 인도된 후에는 "일몰 조항"을 적용할 것을 요구했다.

### 기타 원인
홍콩 시위는 2014년 우산 혁명 이후 4년 반 뒤에 발생한 시위였다. 우산 혁명은 2014년 홍콩 선거 개혁과 관련하여 전국인민대표대회 상무위원회가 홍콩에 대한 결정을 내린 이후 해당 결정이 자유를 제한한다고 판단되어 발발했다. 그러나 우산 혁명은 정부가 아무런 양보를 하지 않음으로써 실패로 끝났다. 그 이후 홍콩의 민주화는 진전되지 않았다. 홍콩 입법회 중 직접적으로 선출된 의원은 절반에 불과했고, 나머지 절반은 선거위원회에서 선출되었다. 2017년 홍콩 민주운동가 구금으로 인해 홍콩의 정치적 개혁은 더욱 차질을 빚게 되었다. 중화인민공화국 정부가 홍콩의 사건들에 지나치고 두드러지게 개입하기 시작하면서 홍콩 시민들은 홍콩 기본법에 따른 "고도의 자치"가 사라질 것을 우려하기 시작했다. 특히 홍콩 입법회 맹세 사건은 6명의 법조가들이 자격을 박탈당하고 뒤이어 전국인민대표대회 상무위원회들의 통치를 시작하는 것으로 끝이 났다. 또한 커즈웨이 베이 북스 실종 사건은 중국 정부가 제재하는 용의자 인도와 비사법적 구금에 대한 우려를 증폭시켰다. 홍콩의 기본법의 일부로 보통선거가 명시되어 있음에도, 2019년 홍콩의 민주화지수는 6.02/10으로, 비자유 민주주의 국가로 분류되었다.
2016년 NT 동부 선거에서 운동가 에드워드 륭의 선거 운동으로, 홍콩 지역파와 독립파가 크게 성장하게 되었다. 홍콩에 사는 젊은이들이 점점 자신들을 중국인이 아니라고 인식하기 시작했고, 홍콩 대학교가 시행한 여론 조사에 따르면 더 젊은 응답자일수록 중국 정부에 대한 불신이 더 높은 것으로 드러났다. 2019년 홍콩의 젊은이들 대부분이 자신들을 중국인으로 인식하지 않았다. 2012년 덕육급국민교육 논란으로 홍콩의 젊은이들은 권리를 보장해주고 있었다고 믿은 체제 자체에 대해 불신을 드러냈다. 홍콩 기본법이 만료되는 2047년이 다가옴에 따라, 미래에 대한 불확실성으로 인해 홍콩의 젊은이들은 도주범 법안에 반대하는 시위에 참여하게 되었다. 일부 시위자들은 우산 혁명이 정치적 각성을 가져온 계기가 되었다. 평화로운 방법이 효율적이지 않다고 느낀 다른 시위자들은 자신들의 의견을 표출하기 위해 급진적인 방법을 선택했다. 언론들 역시 2014년 우산 혁명과 달리 2019년의 시위자들은 희망보다는 절망을 느껴 시위에 참여하게 되었고, 시위의 목표 역시 법안을 철회하는 것에서 더 큰 자유를 위해 싸우는 것으로 바뀌었다고 보도했다.
홍콩 주민들의 분노를 촉발한 요인으로는 불안정한 집값도 영향을 미친 것으로 보인다. 홍콩은 세계에서 집을 사기 가장 비싼 지역 중 하나이다. 홍콩은 도시 인구에 적합한 수준의 주택을 확보하지 못했다. 비즈니스 엘리트들이 큰 영향력을 행사함에 따라 홍콩은 경제적 불평등을 겪고 있다. 홍콩은 2017년 세계에서 지니 계수가 두 번째로 높았다. 특히 홍콩의 젊은이들은 사회 이동이 거의 없으며, 중국 본토와 직업적으로 경쟁을 해야 한다. 2018년 대학 졸업자들의 수입은 30년 전보다 훨씬 낮아졌다. 홍콩의 학자들이 2019년 6월 9일부터 8월 4일에 있었던 시위 기간 동안 6,600명의 사람들에게 수행한 설문지에 따르면, 시위자들의 60% 이상이 30세 이하였고, 시위자들의 75% 정도가 3차 교육을 받은 것으로 드러났다.

## 시위대의 요구
본디 시위대는 홍콩 범죄인 인도법안의 철회만을 요구사항으로 내걸었으나, 이후 당국의 탄압 조치와 중국의 억압적인 통제에 대한 반발로 요구 사항이 4개 더 추가되었다. 홍콩 시위대는 현재 이 5개의 요구 조항들을 완전히 정부로부터 인가받아내는 것을 최종 목표로 하고 있다.
1. 홍콩 범죄인 인도법안의 완전한 철회
2. 홍콩 시위대에 대한 폭도 지정 철회
3. 홍콩 경찰의 시위대 무력진압에 대한 정식 사과 및 독립적 조사위원회 설치
4. 체포된 시위대에 대한 전면 석방
5. 홍콩 행정장관 직선제 및 홍콩 입법회 보통선거/평등선거 실시

## 역사

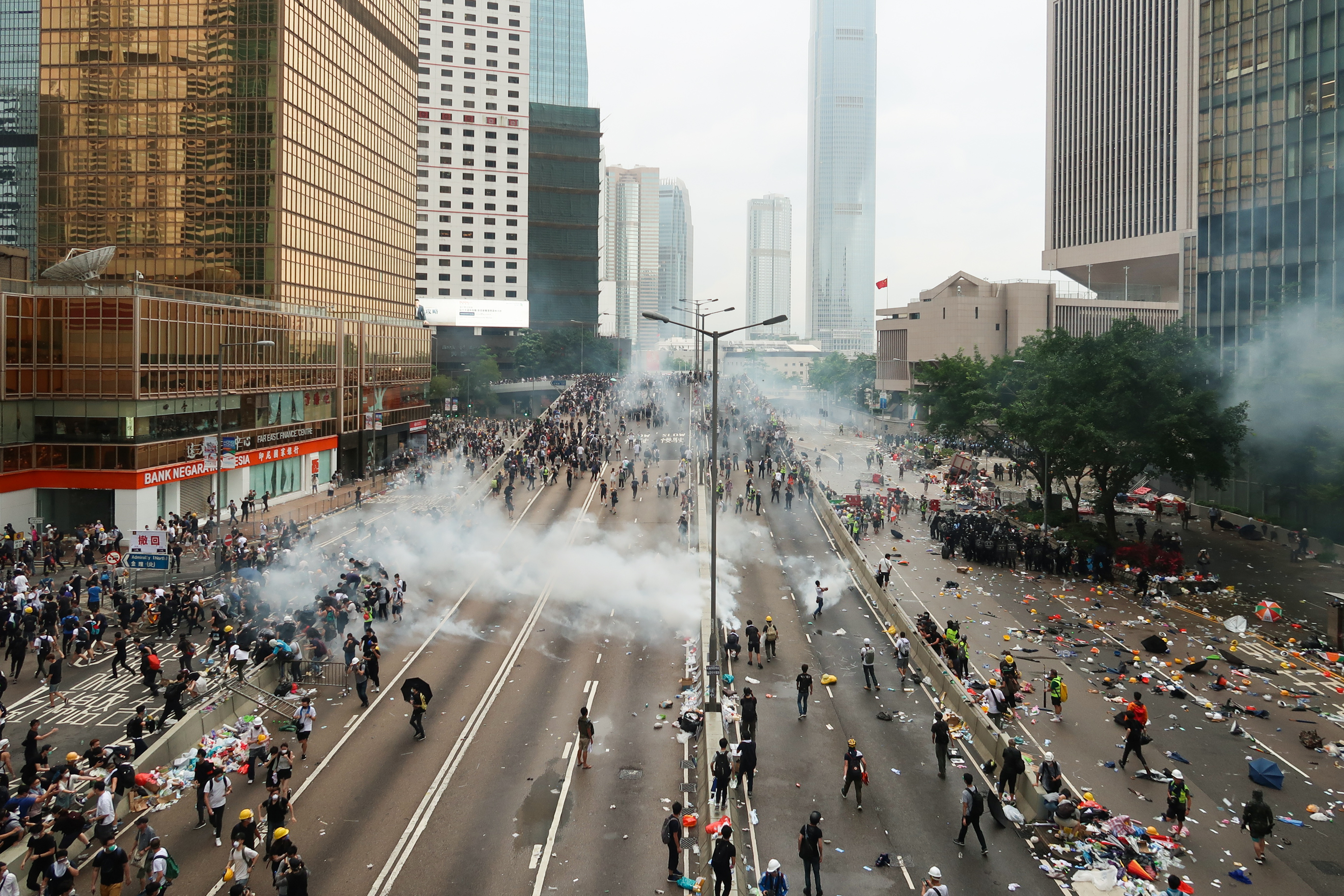
시민들에게 최루액을 난사하는 경찰의 모습

### 시위의 시작
홍콩 인도법 반대 시위는 2019년 3월 15일에 민주파 세력인 데모시스토 당이 홍콩 정부 건물 앞에서 첫 시위를 벌이면서 시작되었다. 이후 50여 개의 민주파 성향의 정당들이 모여 결성한 민간인권전선(CHRF, Civil Human Rights Front)이 3월 31일에, 그리고 4월 28일에 또다시 인도법에 반대하여 시위를 벌였다. 한편 입법원 내의 야당 의원들은 여당이 추진하고 있는 인도법에 대하여 무기한 필리버스터를 신청하면서 시민들의 관심들을 끌어모았고, 시위가 갈수록 치열해짐에 따라 시민들의 관심은 나날이 높아져만 갔다. 존 리 홍콩 보안국장은 이러한 반발에도 불구하고 법안의 2차 독회를 2019년 6월에 실시하겠다고 선언하였고, 원래대로라면 법안을 심사해야하는 법률위원회 과정을 그냥 무시해버리는 작태를 취했다.
법안의 2차 독회가 현실화되자, 민간인권전선은 이에 맞서 6월 9일에 3차 시위를 벌였다. 홍콩 경찰 측에서는 이 시위에 참여한 사람들의 수가 약 27만 명 정도라고 주장하였으나, 주최 측에서는 약 103만 명이나 되는 사람들이 이번 시위에 참여했다고 주장하였다. 캐리 람 행정장관은 6월 12일에 국회에서 법안의 2차 독회를 밀어붙일 작정이었으나, 시민들이 홍콩 입법회 건물을 포위하면서까지 뜨겁게 맞서자 결국 국민의 뜻을 이기지 못하고 일시적으로 연기하였다. 그러나 이 과정에서 경찰들이 동원되어 최루탄, 고무탄 등을 시민들에게 사용하였으며, 기자들조차 임의로 체포하는 등의 강압적인 해산 작업을 실시하기도 하였다. 스티븐 로 홍콩 경무청장은 시위를 '폭동'으로 규정하면서 경찰들의 만행을 옹호하였으나, 이미 허가된 집회에 대한 폭력적인 진압 과정과 시민들에게 감히 최루탄과 고무탄, 공포탄 등을 사용한 홍콩 경찰들의 행위는 국제적인 지탄을 받았다. 경찰들이 중립성을 잃고 시민들을 진압하기 시작하자, 시위대는 점차 경찰들의 폭력 행위에 대한 독립적 위원회 구성과 진상 조사, 사과를 요구하기 시작하였다.
6월 15일에는 캐리 람 행정장관이 법안의 중지를 발표하였으나 완전히 철회하는 것은 거부하였다. 그러자 이에 대한 반발로 6월 12일에 35살 남성이 캐리 람의 결정과 경찰의 폭력에 반대하며 투신 자살하였으며, 다음 날 민간인권전선은 약 200만 명의 사람들이 시위에 참여하였다고 발표하였다. 한편 경찰 측에서는 33만 8천 명 정도가 참여하였다고 주장하였다.

입법회를 점령하고 민주화를 요구하는 시위대의 모습

### 입법회 점령
민간인권전선은 7월 1일에 벌인 가두행진 시위에 약 55만 명 정도가 참여했다고 밝혔다. 다만 경찰 측에서는 약 19만 명 정도로 추산하였으며, 독립적인 조사기관에 의하면 약 26만 명 정도가 참여했다고 한다. 이 시위는 상당히 평화로운 분위기 속에 지속되었으나, 밤이 되자 6월 이래 인도법에 반대하는 사람들의 자살에 분노한 몇몇 강경 시위대들이 모여 입법회 종합 건물로 들어갔다. 이 과정에서 경찰은 거의 이들을 제지하지 않았다.
2019년 7월 1일 이후 시위는 단순히 도심을 넘어 홍콩의 다른 권역까지 퍼져나갔다. 7월 7일에 가우룽에서 시위가 일어났고, 이를 진압하는 과정에서 홍콩 경찰들이 영장을 소지하고 있지도 않았다는 사실이 드러나며 논란이 일었다. 7월 14일에는 샤텐에서도 평화 시위가 일어났으나, 경찰 측에서 시위자들과 일반 시민들 모두를 뉴타운플라자 건물에 밀어넣는 과정에서 시위가 과격해지고야 말았다.
민간인권전선은 7월 21일에 홍콩 섬에서 또다시 시위를 벌였다. 시위대는 경찰이 지정한 시위 구역을 벗어났으며, 사이잉푼에 있는 홍콩 내 중화인민공화국 사무처로 들어가 국장을 떼내 버렸다. 한편 홍콩 섬에서 시위가 한참 벌어지고 있던 와중, 삼합회 일원들로 추정되는 백색 옷을 입은 남성들이 갑작스레 나타나 역 내에 있는 시민들, 그리고 시위대들을 무차별 폭행하였다. 당시 인근 경찰서는 비어있었고, 신고가 들어간 후에도 한참 후에야 현장에 경찰이 도착했다. 이로 인하여 경찰이 이 백색 옷을 입은 폭도들과 결탁했던 것이 아니었냐는 의혹이 제기되고 있다. 게다가 친중 세력의 인사들 중 한 명이 이 백색 폭도들과 접촉했다는 사실이 밝혀지며, 친중 세력과 정부가 이들의 만행을 묵과해준 것이 아니냐는 이야기가 나오며 이같은 의심은 더더욱 증폭되었다. 이 공격은 홍콩 시위에서 꽤나 중요한 전환점으로 평가받는데, 본디 시위에 중립적이거나 다소 회의적인 시민들까지 경찰의 억압과 불법 행위에 분노하여 시위에 참여하게 만들며 오히려 시위대의 규모를 훨씬 크게 만들었기 때문이다.
7월 27일에는 경찰의 불허에도 불구하고 시위를 강행하였다. 이로 인해 경찰은 시위대에게 무자비한 진압을 가했고, 시위대와 경찰이 위엔룽 역 내에서 충돌하면서 폭력이 자행되었다. 다음날에도 시위대는 경찰에 굴하지 않고 시위를 벌였으며, 시위로 인해 체포된 자들을 응원하기 위하여 경찰서 앞에서 시위를 벌였다. 이 과정에서 시위대는 경찰 차량에 의하여 폭죽으로 위협을 받기도 했다.

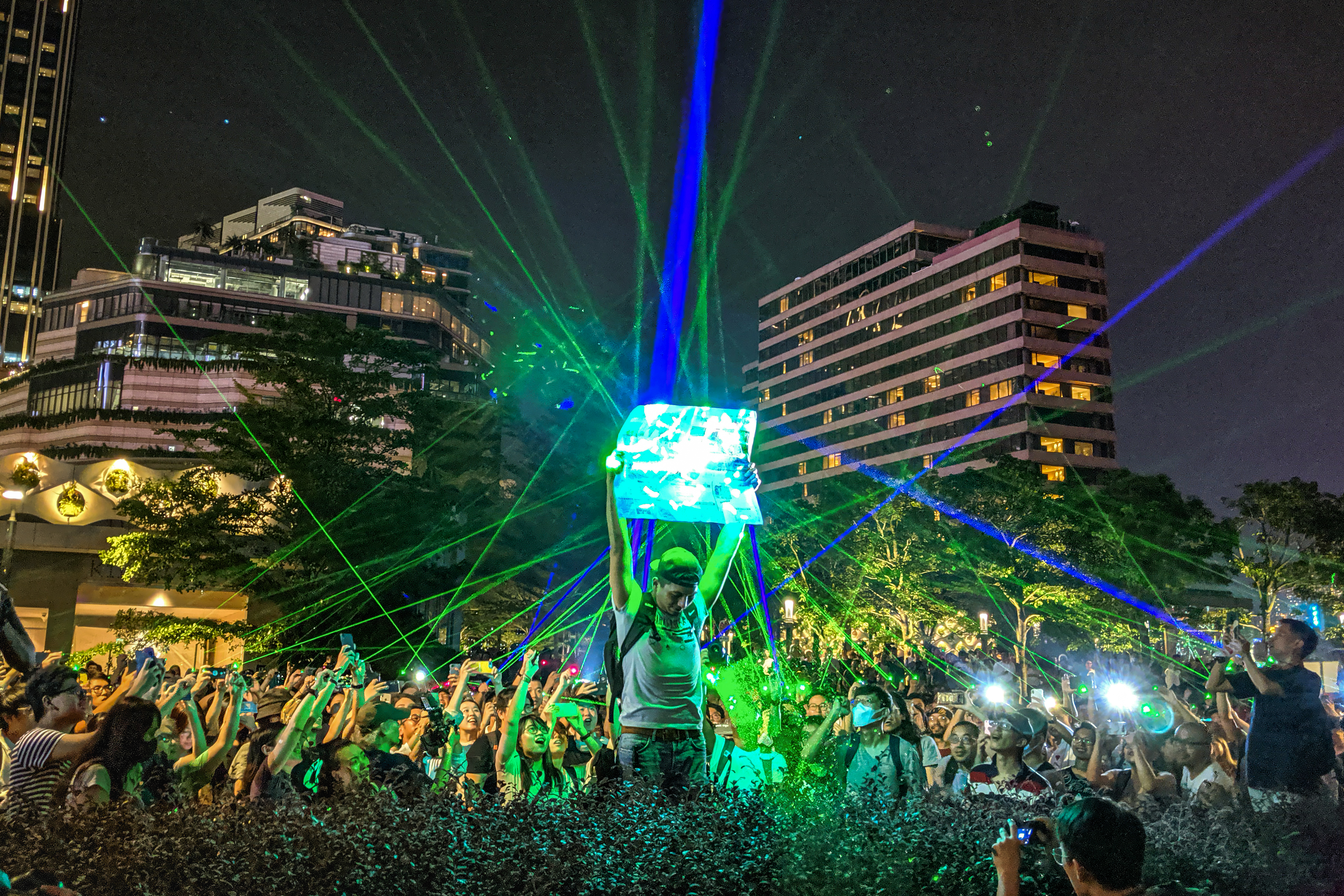
시민들에게 레이저를 쏜 경찰의 행위를 비판하는 퍼포먼스를 하고 있는 홍콩의 시위대

### 집단 파업
항의자들은 경찰의 가혹한 탄압과 진압 행위에도 불구하고 시위를 계속하였다. 8월 3일에는 훙홈의 크로스하버 터널을 봉쇄하기 위하여 집회를 벌이기도 하였고, 8월 5일에 예고된 집단 파업에는 대략 35만 명의 노동자들이 참여하며 민주주의를 외쳤다. 이 파업으로 약 200여 편에 달하는 항공편들이 중지되었다. 시위대는 약 홍콩의 7개 거리에서 시위를 벌였고, 경찰 측에서는 이들을 강제로 해산하기 위하여 800여 개가 넘는 최루탄을 시민들에게 발포하였다. 특히 노스포인트에서 시위하던 시위 군중들은 나무 곤봉으로 무차별적으로 구타당하기도 하며 큰 피해를 입기도 했다.
경찰들의 시위 탄압 조치는 날이 갈수록 심각해져만 갔다. 8월 11일에는 경찰이 군중들에게 포대탄을 쏘면서 한 여성 시위자가 눈을 크게 다쳤고, 실내에서 함부로 최루탄을 발사하기도 하였으며, 사복경찰들을 대량으로 파견하는가 하면 매운 성분이 가득 들어있는 탄을 시민들과 매우 가까운 거리에서 쏘기도 했다. 이때문에 8월 12일에는 시위대들이 홍콩 국제공항에 모여 대규모 항의 시위를 벌였으며, 공항 측에서는 어쩔 수 없이 대부분의 항공편을 취소시키거나 중지할 수 밖에 없었다. 다만 이 과정에서 시위대가 2명의 성인 남성을 사복 경찰로 착각하여 결박한 후 정체를 캐물은 일이 있었는데, 알고보니 평범한 관광객과 관영 글로벌 타임스 기자였다고 한다. 민간인권전선은 8월 18일에 빅토리아 공원에서 경찰의 잔혹성을 비판하며 집회를 열었고, 대략 170만 명에 달하는 인파가 참석했다고 증언했다.
8월 24일 이래로는 몇몇 급진 시위자들이 MRT 노선들을 공략하기 시작하였고, 시위대가 허가받은 합법 시위를 하고 있음에도 불구하고 당국 측에서 무단으로 역 일부를 폐쇄시켜버리자 이에 항의하는 뜻으로 시위를 벌이기도 했다. 8월 25일에는 과격시위자들이 경찰에게 벽돌과 가솔린을 던지는 등 일부 과격한 행위를 하였고, 경찰 측에서는 최루탄과 함께 처음으로 물대포를 등장시키면서 이에 대응하였다. 이 과정에서 한 경찰관이 공중으로 공포탄을 발포하면서, 시위 이래 처음으로 대중들을 상대로 총기 폭력을 할 수 있다는 흉악한 뜻을 드러냈다.
8월 31일에는 수 천명의 시위대들이 경찰의 인가를 받지 않은 채로 의원들과 민주화 운동가들의 체포를 비판하며 시위를 벌였다. 그날 밤, 특수부대가 프린스에드워드 역에 투입되었으며, 이들은 시민들을 구타한 뒤 후추 성분이 들어간 스프레이를 난사하였다. 시위대는 프린스에드워드 역에 설치되어 있던 CCTV를 공개하라고 요구하였으나, 경찰은 이에 응답하지 않았다. 또한 진압 과정에서 사람이 죽었다는 의혹에도 경찰은 부정하였다.

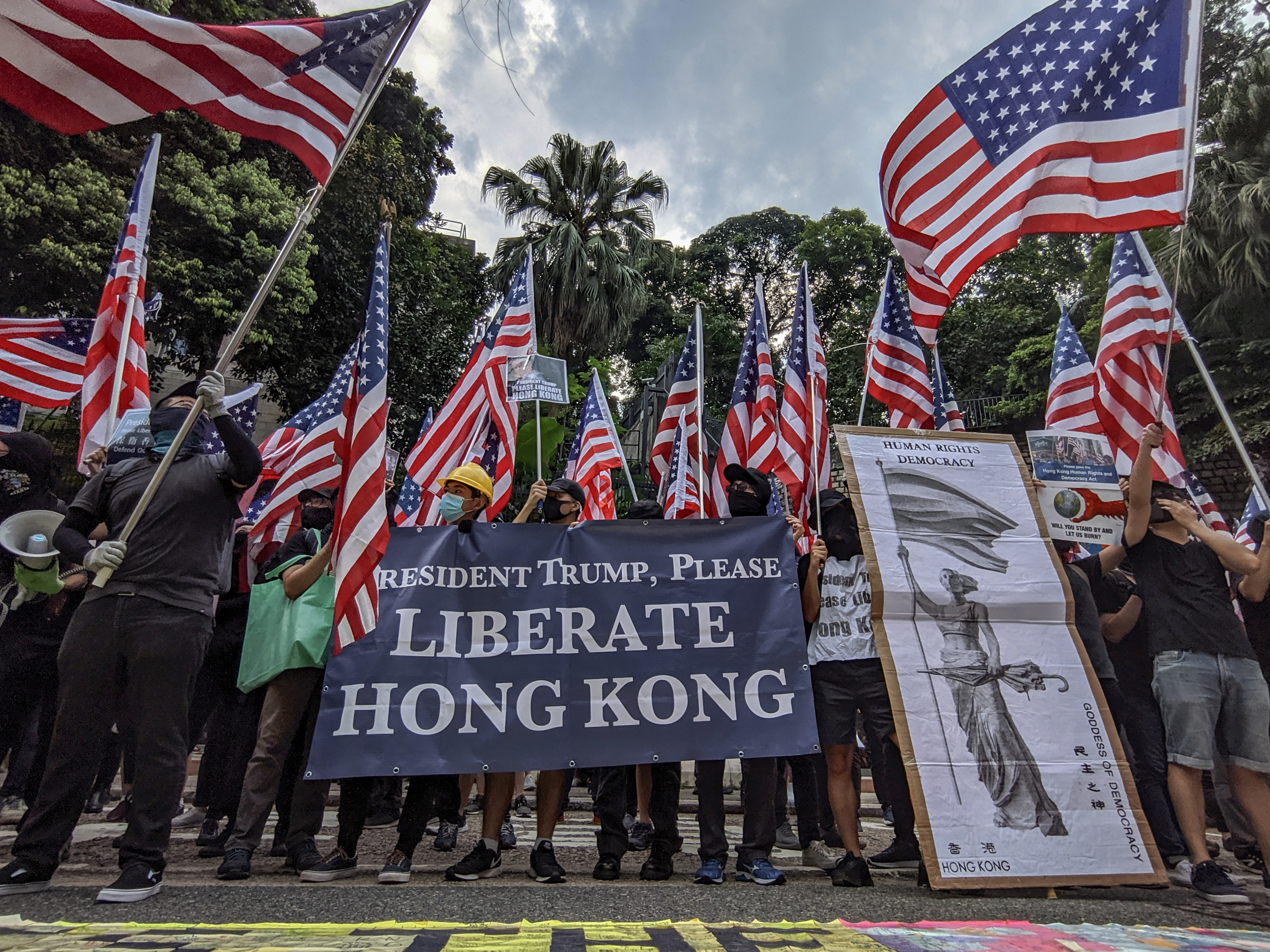
홍콩의 자유민주주의를 요구하는 미국인들의 시위

### 송환법 철회
상황이 갈수록 심각해지자, 캐리 람 행정장관은 마침내 범죄인 송환법과 부가적인 조치들을 9월 4일에 공식적으로 철회하였다. 그러나 시위대들은 이에 만족하지 않았고, 5개의 요구 조항들을 모두 허락해 줄 것을 요구하였다. 이 때 시위대는 '영광이 다시 오길(Glory to Hong Kong)'이라는 민중가요를 제작하여 부르기 시작하였으며 공항의 운영을 지속적으로 방해하며 정부를 압박하였다. 또한 중국과 친화적인 기업들의 매점들이 입점하여 있는 쇼핑몰들에서 산발적인 시위들을 벌이면서 자유와 민주주의를 부르짖었다.
9월 15일에 벌어진 노스포인트의 대중 시위에서 푸젠성 출신의 중국 범죄자들이 시위대들을 조롱하면서 대대적인 충돌이 발생했다. 한편 캐리 람 행정장관은 퀸 엘리자베스 스타디움에서 150여 명의 군중들과 처음으로 만났으나, 이들이 장관에게 민주주의 보장을 요구하면서 그녀를 포위했고, 장관은 약 4시간 정도 갇혀 있어야만 했다. 9월 29일에는 중국 공산당에 반대하는 집회가 경찰의 제지를 무릅쓰고 열렸고, 이후에도 약 40여 개의 해외 도시들에서 홍콩 시위를 지지하는 산발적 시위들이 함께 열렸다.

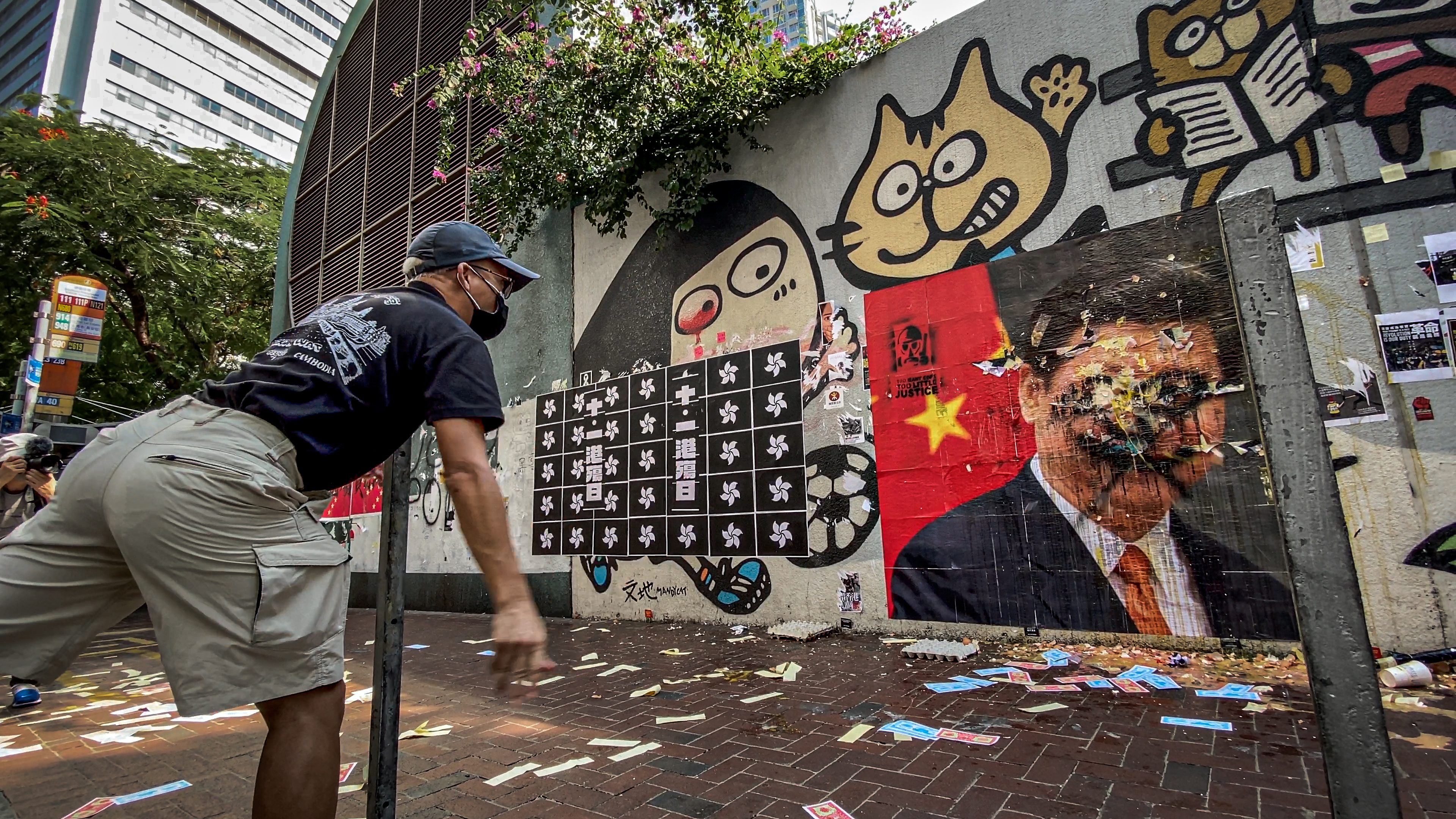
시진핑 중국공산당 총서기의 사진에 계란을 던지는 시위대의 모습

### 긴급조치 발동
2019년 10월 1일에 중화인민공화국이 창립 70주년의 국경일을 맞으면서 홍콩 시위는 날로 격화되어 갔다. 시위대의 반발이 심해지자 경찰 측에서는 마침내 처음으로 시위대를 상대로 실탄을 발사하였고, 이 실탄에 18세 소년이 맞는 사건이 일어났다. 경찰을 시민들을 향해 1,400여 개에 달하는 최루탄을 발사하였으며, 하루에 269명에 달하는 시민들을 체포하면서 6월 이래 최대 인원을 체포해 버렸다.
이와중에 캐리 람 행정장관은 '복면금지법', 즉 공공 집회에서 얼굴을 가리는 것을 금지하는 내용의 긴급 조치를 발동하였고, 이를 통하여 10월 4일에 예정된 대규모 집회의 세를 강제로 탄압하려 들었다. 당연히 시위대는 격분하였고, 친중 기업의 매장들을 습격하거나 MRT들의 운행을 마비시키는 등의 다소 극단적인 방법들까지 동원하며 이 조치에 반대하였다. 이로 인하여 10월 내내 홍콩에서는 시위와 반대, 그리고 항의 표시가 도심 내에서 넘쳐났다.
존 리 경무청장도 행정장관에 이어 10월 23일에 공식적으로 송환법 철회를 공식화하였으나, 이미 중국 공산당의 탄압을 겪은 시위대가 이 발표를 곧이곧대로 받아들이기에는 충분치 않았고, 홍콩 정부에 대한 신뢰는 다시 회복되지 못했다.

### 대학 시위
11월 3일, 홍콩과기대에서 공부하던 22살의 대학생 차우츠폭이 시위 현장 부근의 주차장에서 추락하여 머리를 심하게 다치며 2차례의 뇌 수술을 받았으나 결국 8일에 숨지는 사고가 발생했다. 그의 죽음 이후 시위대는 그를 애도하는 뜻에서 여러 가지 플래시몹 시위를 벌였으며, 수많은 거리에서 경찰과 대치하였다. 시위대는 그의 죽음의 근본적인 원인을 경찰에게 돌렸으나, 경찰은 무책임한 태도로 일관하며 그의 죽음에 아무 관련이 없다고 주장했다.
차우츠폭의 죽음을 애도하는 시위가 11월 11일에 대대적으로 기획되었다. 그들은 아침 출근길의 교통을 마비시켰으며, 이 과정에서 경찰이 21살의 비무장 상태의 대학생에게 실탄을 발사하는 사건이 일어났다. 오후에는 경찰 측에서 기업 사무실들이 밀접해있는 홍콩 도심 한가운데에서 시민들을 향해 최루탄을 발사하였으며, 이때문에 기업들은 일찍 영업을 중단해야만 했다. 11월 14일에는 한 노인이 정부 지지자와 시위대 사이에서 발생한 충돌로 인하여 머리에 부상을 입었고, 병원으로 옮겨졌으나 결국 사망하였다.
11월 11일에 경찰은 대학에 모여 시위하고 있는 대학생들을 향해 무차별적으로 고무탄, 실탄, 최루탄을 난사하였으며, 대학생들은 이에 맞서 벽돌과 화염병 등을 수제로 제작하여 맞섰다. 홍콩 중문대학의 학생들은 거의 2일 동안이나 경찰들과 대치하였으며, 이후 대학 건물 내부로 들어가 바리케이드를 쌓고 여러 수제 무기들을 제작하여 경찰의 폭압에 맞섰다. 시위대들이 이 과정에서 홍콩 폴리텍 대학과 크로스하버 터널을 점령한 이후에 경찰이 대대적으로 진압에 나서면서 대대적인 충돌이 일어나기도 했다. 또한 경찰은 얼마 있지 않아 부대를 투입하여 폴리텍 학에 강제로 진입하였으며, 대학생들과 자원봉사자들을 체포하였다. 대학생들과 봉사자들은 탈출을 시도하였으나, 경찰의 살벌한 감시망을 미처 빠져나가지 못하고 대부분이 붙잡히고 말았다.
한편 폴리텍 대학이 포위당하고 있던 와중, 외부의 시위대들은 경찰의 포위망을 뚫고 안쪽의 대학생들에게 식량과 의약품을 전달해주려 시도하였으나, 경찰이 최루탄과 최루액을 흩뿌려대는 통에 결국 실패하고 말았다. 이 시도가 무위로 돌아가자 내부의 대학생들의 사기는 급속도로 약화되었고, 결국 경찰의 진압을 이기지 못하고 대다수가 체포당했다. 약 1,100여 명의 사람들이 경찰에게 붙잡혔으며, 포위전은 11월 29일에 공식적으로 끝났다.

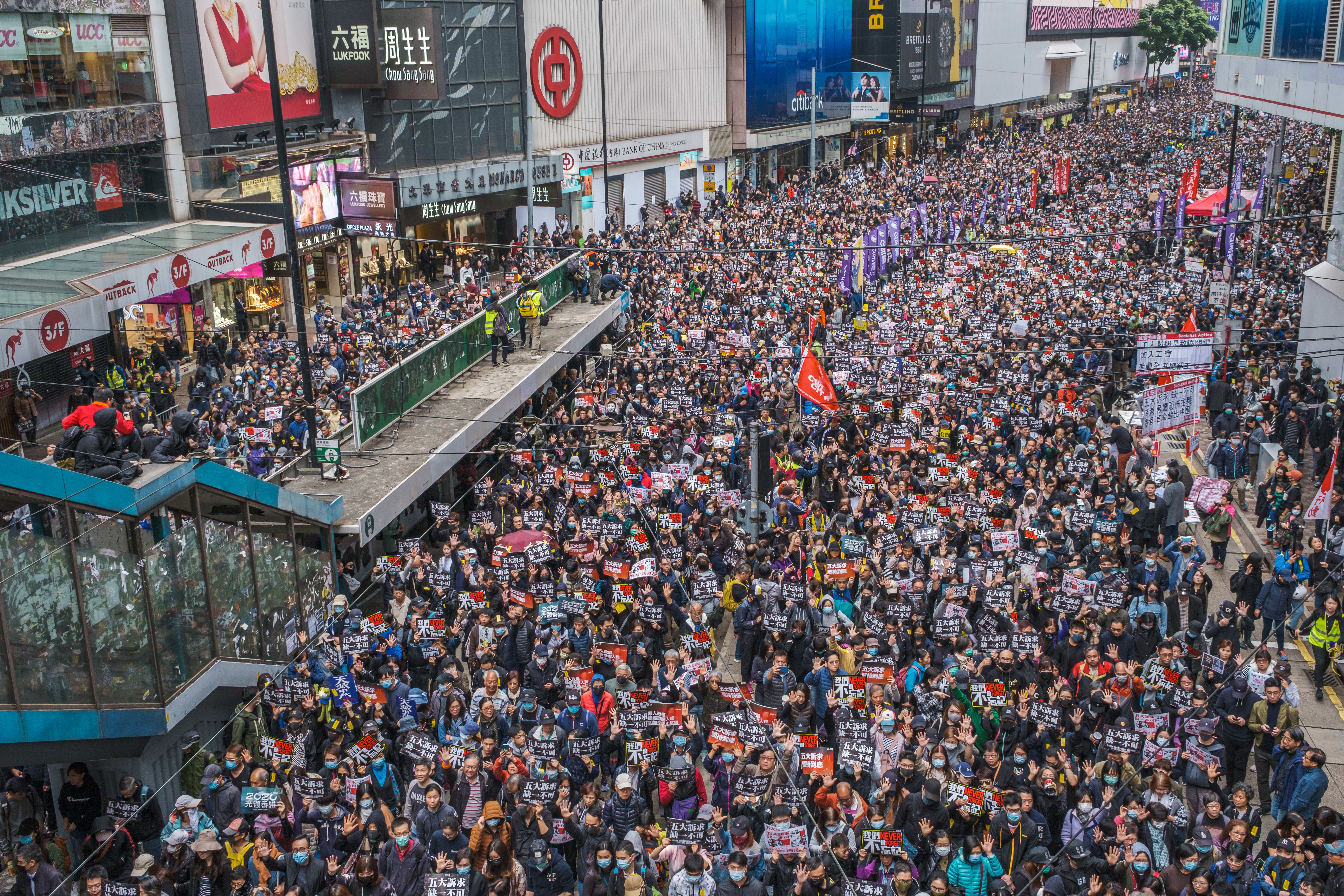
신년 집회에 모인 홍콩 시민들

### 민주파의 선거 승리
11월 24일에는 홍콩 구의원 선거가 실시되었고, 경찰의 폭력적인 진압과 홍콩 정부의 실책에 실망한 사람들이 대거 투표소로 향하면서 매우 높은 투표율을 보였다. 이 선거에서 범민주파 진영이 압도적인 승리를 거두었으며, 친중파는 홍콩이 중국에 반환된 이래 역대 최악의 성적을 거두었다. 이후 선거에서 민주파 진영이 매우 좋은 성적을 거두고, 경찰이 대대적인 탄압 조치를 펼치자 의회를 통하여 문제를 해결하자는 온건파의 세력이 강해지면서 2019년 12월과 2020년 1월 동안에는 시위의 빈도와 강도도 점차 줄어들었다.
시위대는 12월 1일에 5개조의 요구문을 받아들일 것을 주장하며 시위를 벌였으나, 경찰은 이를 강경하게 최루탄 등으로 진압하였으며 1시간 내에 무조건 해산하라는 공문을 보내왔다. 12월 8일에도 무려 80만 명에 달하는 인파가 쏟아져나와 정부에게 법과 민주 질서를 지킬 것을 압박하였고, 시위대의 요구를 들어주도록 요구하였다. 이 8일에 일어난 시위는 민간인권전선이 조직한 것으로, 무려 4개월 만에 처음으로 민간인권전선이 주도한 합법적인 집회였다고 전해진다.
12월 중후반부에는 대규모의 시위는 차츰차츰 잦아들었고, 쇼핑몰 등에서의 깜짝 시위가 더 잦아졌다. 이러한 산발적 시위들은 크리스마스 때까지 이어졌고, 경찰들은 이 시위들도 모두 강경하게 진압하였다. 2020년 1월 1일에는 민간인권전선이 주도한 새해 집회가 열렸고, 이 과정에서 정부에게 5개조 요구문을 받아들일 것을 주장했다. 민간인권전선에 의하면 대략 103만 명 정도의 인파들이 신년 집회에 참석했다고 한다. 또한 시위대들이 친중 의혹을 받은 HSBC 은행 사무실들을 습격하자, 경찰은 이에 최루탄 등으로 대응하였고 12월 동안 모인 집회의 기부금 약 9백만 달러를 강제로 압류하였다.

### 코로나 19
중국 우한에서 유래된 코로나 19가 전세계적인 혼란을 불러일으키자, 자칫하면 집단전파를 일으킬 수 있다는 생각으로 인하여 시위도 급속히 약화되었다. 상황이 이렇게 변하자, 홍콩의 민주 진영은 홍콩 정부에게 방역을 철저히 하라고 압박하는 방식으로 목적을 바꾸었고, 홍콩에 입국하는 모든 중국 본토인들을 금지하라고 요구하였다. 2020년 2월에는 병원 간호사와 의사들이 동일한 요구를 보이면서 집단 파업을 벌였다. 이 파업은 부분적으로는 성공적이었는데, 캐리 람 행정 장관이 본토의 입국을 완전히 차단하지는 않았으나 14개의 입국 사무처들 중에 3개만을 남기고 모두를 폐쇄했기 때문이다.
홍콩 정부는 도심 한가운데에 방역소나 보건소를 세우면서 전염병에 대응하고자 했는데, 거주 지역 가까이에 이가 들어서는 것을 반대하는 시민들은 행진이나 도로 봉쇄 등으로 맞서며 홍콩 정부에 대한 불만을 표출하였다. 1월 말과 2월 초에는 여러 군데에서 폭발물이 발견되었으며 4개의 경찰서와 경찰차에 폭발물이 던져지고는 했다. 이같은 행위들은 정부의 부적절한 방역 정책과 위생 정책에 불만을 품은 시민들의 행위로 평가받고 있다.
코로나 19가 팬데믹 사태를 일의며 2월과 3월에 세를 불려나가자, 시위는 갈수록 규모가 줄어들었다. 게다가 경찰은 코로나 19를 빌미로 삼아 모든 시위들을 불법화하거나 엄격히 처벌하였으며, 4월 18일에는 세를 틈타 지미 라이, 마틴 리 등 홍콩 민주계의 원로들을 체포하며 국제적인 비난을 받았다. 5월 12일에서는 홍콩 법원에서 21살의 청년에게 6월 집회에 참석했다는 이유로 무려 4년에 달하는 징역형을 내리며 처음으로 집회 참가자에게 실형을 선고하기도 했다.

### 홍콩 보안법
2020년 5월 21일에 마침내 중국 관영매체에서 전국인민대표대회에서 '외국의 간섭, 테러리즘, 불복종 등 중앙정부에 대항하는 모든 세력들을 꺾을' 법안을 준비하여 홍콩 기본법에 추가시킨다는 내용의 기사를 발표하였다. 중국 베이징에서 곧바로 이 법안이 의결된다면, 더 이상 홍콩현지에서는 이를 막을 수 없게 해버린 것이다. 해외 언론과 비평가들은 이번 조치가 중국이 지난 6월 이래 발표한 가장 강력한 탄압 조치로, 98년 이래 지속된 일국양제의 정신을 말살하는 것과 다름없다고 평가하였다. 또한 이번 조치로 인하여 홍콩의 자유와 민주지수가 크게 하락하면서 장기적인 경제적, 사회적, 문화적 역량이 크게 손상받을 것이라고 예상하기도 했다. 특히 홍콩반환협정의 당사자인 영국은 이번 조치가 중국이 자신들에게 약속한 일국양제를 해친 것으로, 곧 영국과의 합의 위반이라고 주장하면서 미국, 호주, 캐나다 등과 함께 이번 조치에 대하여 깊은 유감을 표명하였다.
홍콩 보안법 발표는 코로나 19 이래 잠시 가라않아있었던 시위를 다시 촉발시켰다. 5월 24일에서 커즈웨이 만에서 열린 집회는 팬데믹 사태 이후 가장 규모가 컸으며, 집회에 참가하지 않은 시민들도 온라인으로 보안법에 반대하는 의사를 표명하였다. 경찰은 여김없이 최루탄을 쏘며 시위대들을 강제 진압하려 들었다. 5월 27일에는 최소 396명에 달하는 시민들이 체포당했으며, 특히 이들 중 대부분은 심지어 시위를 시작하기도 전에 경찰이 심증으로 잡아버린 것이었다.
6월 30일, 전국인민대표대회는 마침내 홍콩보안법을 반-만장일치로 의결하였고, 법의 내용을 국민들에게 공개하지도 않은채로 통과시켜버렸다. 이 법안은 홍콩에 엄청난 파장을 몰고 왔는데, 데모시스토 당을 포함한 대다수의 민주운동 단체들은 이번 법의 탄압 대상이 될 것을 우려하며 홍콩에서의 모든 활동을 중지한다고 밝혔고, 7월 1일에는 수 천명의 시민들이 모여 홍콩 보안법을 규탄하였다. 그 날에도 경찰은 10여 명의 시위자들을 강제로 잡아들였다.

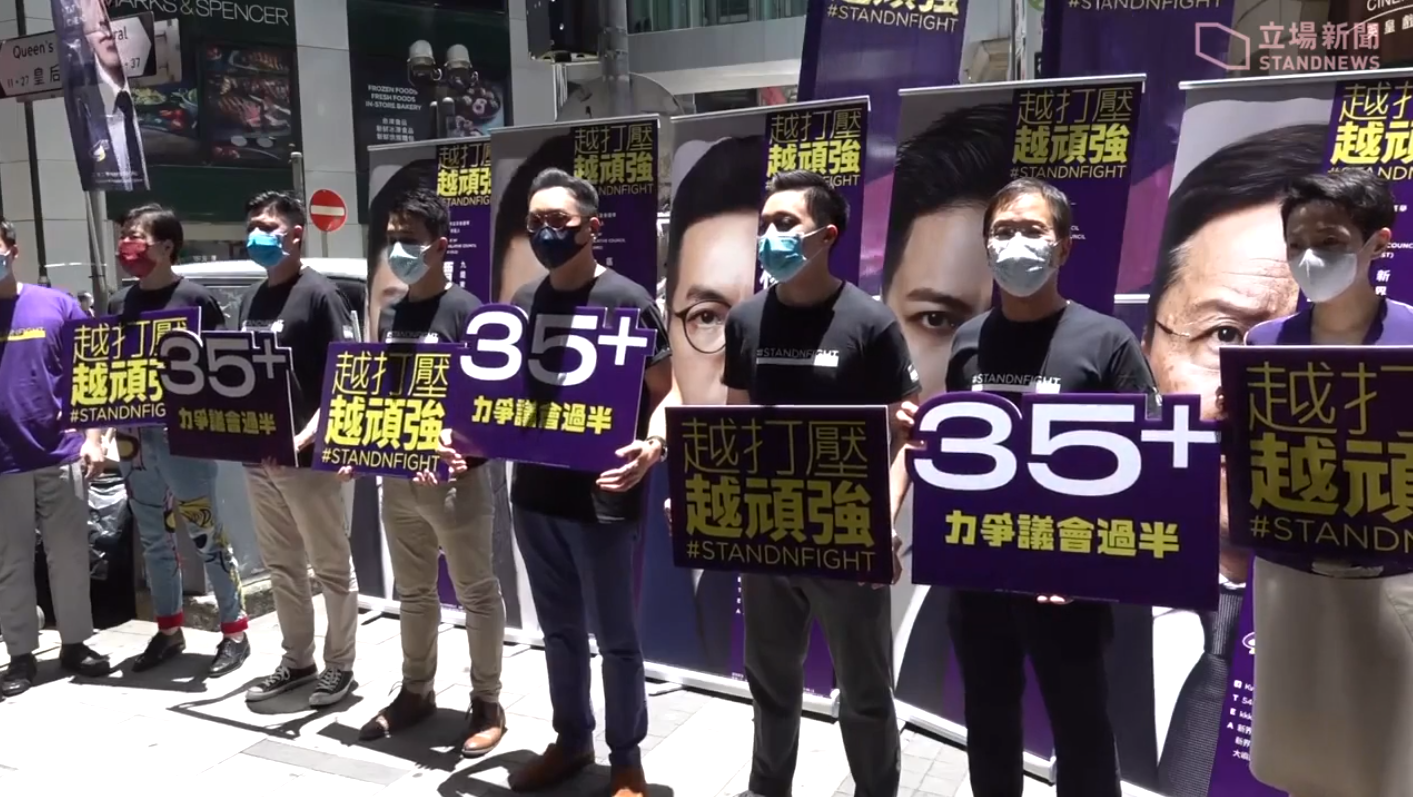
시민들의 예비선거 참여를 독려하는 시민단체들의 모습

### 탄압
2019년 구의원 선거에서 대승을 거둔 것에 대하여 고무된 민주파 진영은 2020년 9월에 열리도록 예정된 홍콩 입법원 선거에서도 무난히 70석을 넘길 수 있을 것이라고 예상하며 기대에 부풀었다. 이때문에 급진 민주파 인사들은 심지어 헌법에 명시된 모든 의회의 권리들을 이용하여 행정부를 압박할 것이라고 공언하고 다니기 시작했고, 5개조의 요구문들을 모두 받아들이라고 요구했다. 범민주 진영은 처음으로 선거에 후보를 내기 위하여 예비선거를 실시했고, 이 선거에 무려 60만 명에 달하는 시민들이 참여하며 대성공을 거두었다. 예비선거에서는 전통적인 인사들이 대거 낙선하고 더 급진적이고 진보적인 후보들이 대거 당선되었다. 그러나 홍콩 주재의 중국 사무처 측에서는 이 예비선거거 홍콩 기본법과 홍콩 보안법에 반하는 것이며, 중앙 권력에 도전하려는 무모한 시도라고 낙인찍으면서 예비선거를 불법으로 규정, 추후의 선거 절차를 모두 무효화해버렸다.
그해 7월 30일, 홍콩 정부는 12명에 달하는 범민주파 진영의 후보들의 자격을 박탈하였고, 그나마 온건하다고 여겨졌던 몇몇 인사들의 후보 자격들도 모두 박탈해버렸다. 홍콩 정부는 이 결정으로 인하여 헌법에 명시된 선거권과 피선거권을 무시하였다는 국제사회의 맹렬한 비난을 받았다. 다음 날에 캐리 람 행정장관은 여론을 그대로 무시하며 입법원 선거를 2021년 9월까지 미루어버렸으며, 민주진영에서는 이를 강도높게 비난하였다.
7월에는 홍콩 언론들이 민주화 운동가인 토니 청과 16세에서 21세 사이의 학생들 몇몇을 '미국으로 이민'가려 했다는 혐의로 홍콩보안법을 어긴 죄로 체포되었다. 이는 보안법 제정 이래 처음으로 보안법 위반죄로 체포된 것이었다. 7월 30일에는 홍콩 경찰이 도피하고 있는 6명의 민주화 운동가들에게 체포 영장을 발부했으며, 이 6명들 사이에서는 전 의원 나탄 로, 전 홍콩주재 영국 영사관 직원 사이먼 청, 민주운동가 레이 웡, 미국 운동가 사무엘 추 등이 있었다. 특히 미국 국적의 사무엘 추를 상대로 홍콩이 영장을 발부한 것은, 홍콩 정부가 처음으로 치외법권을 사용한 사례였다. 8월 10일에는 지미 라이와 아그네스 초우 등 대표적인 민주화 운동가들이 붙잡혔고, 같은 날에 지미 라이가 소유하고 있던 언론사인 '애플 데일리(Apple Daily)'도 강제로 압수수색당했다.
정부의 무자비한 탄압으로 민주화 진영이 날로 약화되자, 정부 측에서는 세를 몰아 홍콩에 대한 통제의 고삐를 갈수록 단단히 했다. 홍콩 정부는 교과서에서 천안문 사건에 대한 언급을 모두 빼버렸으며, 민주적인 교사들을 업무에서 강제로 배제하였고 이전의 사법부의 판결을 무시하고 아예 애초부터 홍콩에는 권력분립이라는 개념 자체가 존재하지 않았다고 못박았다. 2020년 8월에는 시위대를 상대로 차를 몰고 돌진한 혐의로 기소된 한 남성과 시위대에게 실탄을 발사하여 심각한 중상을 입힌 경찰관의 사건을 사법부가 각하시켜버렸고, 반대로 민주화 운동가들에게는 체포 영장을 남발하기 시작하였다.
홍콩 현지에서의 민주화 운동이 갈수록 탄압받자 12명의 홍콩 운동가들이 8월 23일에 보트를 타고 중화민국으로 도피하다가 해안경비대에게 붙잡혔다. 이들은 함부로 월경하려 한 죄로 구속되었고, 변호사나 가족을 접견하는 것마저 제한되었다. 2020년 10월 27일에는 마침내 미국인 사무엘 추를 미국 영사관 바깥에서 체포해버렸다고 전해진다. 11월 23일에는 대표적인 민주활동가인 조슈아 웡과 아그네스 초우, 이반 람 등에게 불법 집회를 한 죄로 유죄가 선고되었다.

## 같이 보기
- 2019년 홍콩 구의회 선거
- 흑양자형기